# 함월도서관
함월도서관은 울산광역시 중구의 공립 도서관이다.

## 연혁
- 2014년 9월 1일 개관.